# افرای هیلز
افرای هیلز (نام علمی: Acer hillsi) نام یک گونه از سرده افرا است.